# Official (ecclésiastique)

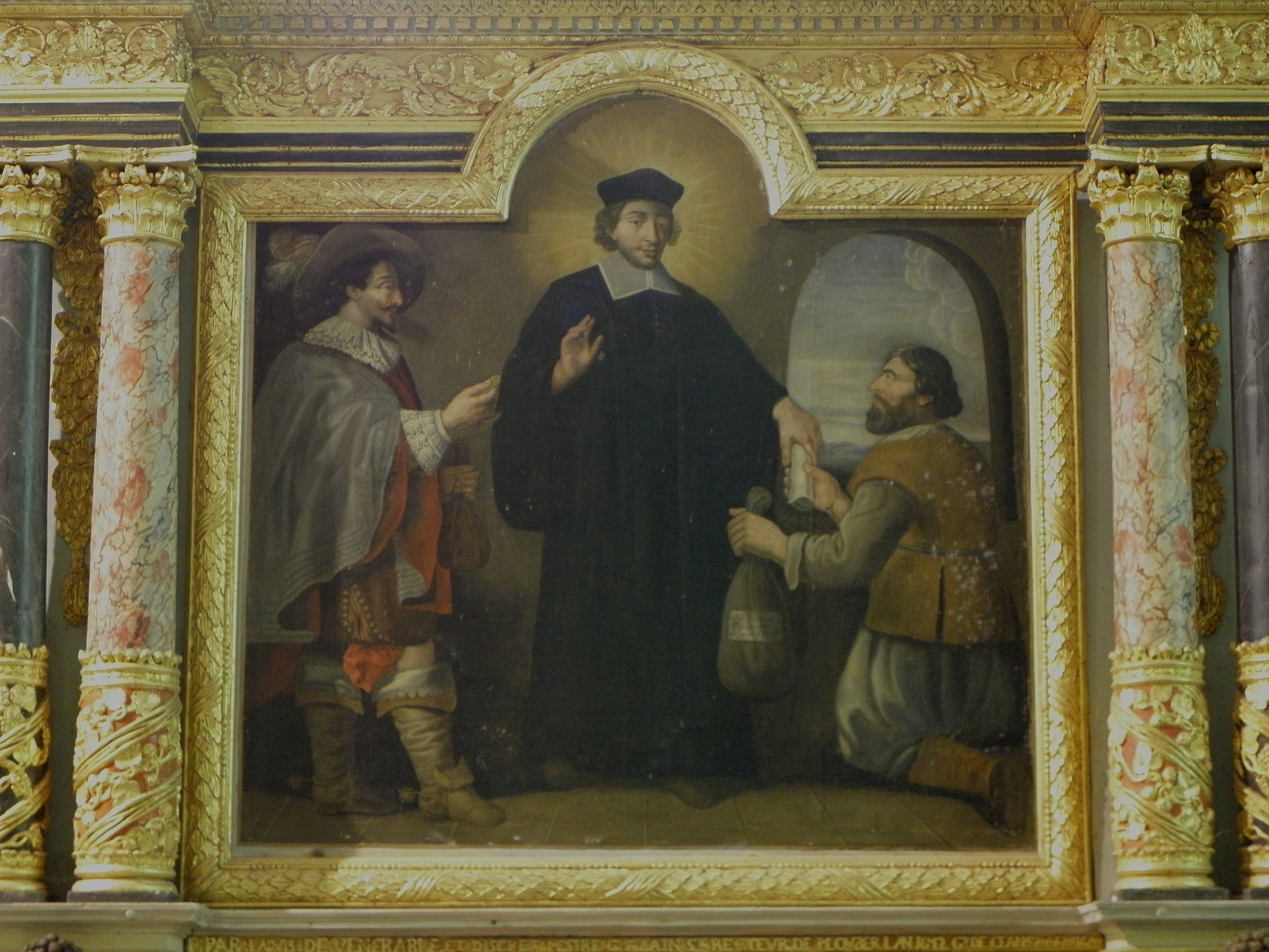
Saint Yves, autel et retable de la chapelle Notre-Dame-de-Kerfons-en-Kerfaouës, Ploubezre (22).

L'official ou vicaire judiciaire est un juge ecclésiastique. De nos jours, il exerce ses fonctions au nom  de l'évêque diocésain. Il peut être établi pour un ou plusieurs diocèses.
Le terme d'officialité désigne la fonction ou le tribunal de l'official. 
Selon les dispositions du code de droit canonique de 1983, il s'agit d'un prêtre, docteur ou licencié en droit canonique, âgé d'au moins trente ans. Il a le pouvoir ordinaire de juger. Son pouvoir judiciaire est un pouvoir délégué de l'évêque diocésain.
L'official le plus célèbre en France est saint Yves (Yves Hélory de Kermartin), prêtre du diocèse de Tréguier au XIIIe siècle, canonisé par l'Église catholique en 1347.

## Histoire
Le mot officialis, « official », vient manifestement d'officium, « office », « service ». Il a donc le sens général de fonctionnaire ou ministre. Au XIIe siècle, il a reçu le sens de fonctionnaire chargé de rendre la justice.
Tous ceux qui dans l'Église ont eu à juger, évêques, archidiacres, abbés, chapitres, ont eu leur official ou mandataire. On trouve en effet dans les monastères les officiales claustri. Il y a aussi les officiales currentes, à l'image des justiciarii itinerantes, qui rendent la justice sur divers points du diocèse et les officiales ad excessus, spécialisés dans les affaires criminelles.
Le concile de Trente a enlevé aux archidiacres, aux doyens et aux autres autorités inférieures à l'évêque le pouvoir de juger les causes criminelles et les causes matrimoniales.
Toutefois, le vocable d'official est plus ordinairement appliqué au juge qui représente l'évêque.
Pendant toute la durée de l'Ancien Régime, le caractère de juge lui a été reconnu en France tant par l'autorité civile que par l'autorité ecclésiastique. Cette reconnaissance était imposée par la situation officielle dont jouissaient au sein de l'État les institutions ecclésiastiques.
Le caractère officiel de l'official a été de plus en plus accru, à mesure que l'État a exercé un contrôle plus étroit sur les justices ecclésiastiques, notamment par la voie de l'appel comme d'abus. L'official était intégré à la hiérarchie judiciaire du pays, les dispositions le concernant se trouvant tant dans les lois civiles que dans les lois ecclésiastiques. L'édit de 1685 oblige les évêques à établir des officiaux dans les lieux de leur diocèse qui sont dans le ressort d'un parlement autre que celui où est établi le siège ordinaire de leur officialité. Ce sont les officiales foranei.
En France, les fonctions civiles de l'official ont été supprimées par l'effet de la loi des 16 et 24 août 1790 qui a fait disparaitre tous les privilèges de juridiction, notamment le privilège du for. La loi des 6 et 11 septembre 1790 ne mentionne plus les officiaux parmi les titres et offices qu'elle déclare être conservés.
De nos jours, l'official a le plus souvent à juger des causes matrimoniales. Cependant, toutes les causes peuvent être introduites auprès de lui, dans le cadre du droit général de l'Église catholique. « Il appartient aux fidèles de revendiquer légitimement les droits dont ils jouissent dans l’Église et de les défendre devant le for ecclésiastique compétent, selon le droit. » Les officialités ont donc parfois à connaître de contentieux entre deux congrégations religieuses, ou entre un laïc et une congrégation ou un diocèse. Le cas est plus rare de contentieux entre deux laïcs qui ne souhaiteraient pas porter leur affaire devant un tribunal civil. Le tribunal pourrait toutefois se reconnaître compétent pour de tels conflits, tout en n'ayant pas le pouvoir d'exercer une coercition autre que morale pour l'application de son jugement. Il est arrivé, dans un passé récent, que certains jugements de tribunaux ecclésiastiques aient été considérés par les tribunaux civils, avec l'accord des parties, comme une conciliation.